# Nedjelja (Sarajevo)
Nedjelja, bio je hrvatski katolički tjednik koji je izlazio u Sarajevu. Puni naziv tjednika je Nedjelja – tjednik za katolike.
Prvi broj objavljen je 1. siječnja 1922. godine. Nakon što je u tjedniku kritiziran novi Zakon o uređenju međuvjerskih odnosa i pravnom položaju Pravoslavne Crkve kojim je uveliko ograničeno djelovanje Katoličke Crkve, Ministarstvo vjera podiglo je sudsku parnicu kojom je zabranjeno izlaženje lista pod dotadašnjim naslovom.  Nakon zabrane izlaženja lista, pokrenut je časopis Križ koji je nakon jednog broja odmah zabranjen. Listu je početkom rujna 1925. promijenjeno ime u Katolički tjednik.
Izdavač je bio Kaptol vrhbosanski u Sarajevu, a tiskan je u sarajevskoj Hrvatskoj tiskari.
Glavni urednik bio je Karlo Cankar.

### Članci
- Zovkić, Mato. 2020. Karlo Cankar, Slovenac svećenik u Bosni (1877.-1953.). Vrhbosnensia. Univerzitet u Sarajevu – Katolički bogoslovni fakultet. Sarajevo. 24 (1): 59–101